# 王良增十二
HD 2054，又名BD+52 61，SAO 21381、HR 96，是一颗恒星，视星等为5.74，位于銀經118.92，銀緯-9.62，其B1900.0坐标为赤經0h 19m 41.6s，赤緯+52° -9.62′ 34″。